# جردن کارولین
جردن کارولین (انگلیسی: Jordan Caroline؛ زادهٔ ۱۵ ژانویهٔ ۱۹۹۶) بازیکن بسکتبال اهل ایالات متحده آمریکا است.